# IC 1284
IC 1284 ist ein Emissionsnebel in Anwesenheit vieler Sterne im Sternbild Sagittarius. Das Objekt wurde im Jahre 1892 von Edward Emerson Barnard entdeckt.